# هجوم الطعن في باريس 2020
في 25 سبتمبر 2020، أصيب شخصان في حادث طعن خارج المقر السابق للمجلة الفرنسية الساخرة شارلي إيبدو في باريس.
اعتبر وزير الداخلية الفرنسي جيرالد دارمانان أن هذا «عمل إرهابي إسلامي واضح».
اعتقل رجل باكستاني يشتبه في أنه نفذ الهجمات بالقرب من مكان الحادث. تم القبض على ستة مشتبه بهم آخرين في وقت لاحق في باريس على صلة بالهجوم.

## الخلفية
وفقًا للباحث في المجلس الأطلسي، فإن هجرة الشباب الذكور من دول مثل باكستان، التي أصبحت مأسلمة بشكل متزايد ومعادية للغرب، إلى أوروبا تؤدي إلى تصادم ثقافي. كما تتشكل أحياء يهودية حول المهاجرين المسلمين في الدول الغربية حيث ينتهي بهم الأمر في أنهم يتحولون إلى دينهم كآلية دفاع أو نقطة تركيز.

## المشتبه فيه
تم التعرف على المشتبه به الرئيسي على أنه رجل يبلغ من العمر 25 عامًا، متهم بـ«محاولة القتل بالاشتراك مع مؤسسة إرهابية». لقد اعترف المشتبه به بتنفيذ الهجوم لأسباب دينية. لم يكن عمره واضحًا في فرنسا، حيث ادعى أنه يبلغ من العمر 18 عامًا للاستفادة من مزايا الرعاية الاجتماعية.
قبل الهجوم، ذكر في مقطع فيديو أنه يسعى للانتقام من شارلي إبدو لنشرها رسوم كاريكاتورية لنبي الإسلام محمد.
غادر المشتبه به قريته في منطقة البنجاب في باكستان، في إطار زمني أوائل 2018 حتى يمكن تهريبه إلى أوروبا، على غرار المثال الذي وضعه إخوته الذين كانوا من بين 18 شابًا على الأقل من القرية غادروا للوصول إلى أوروبا. وبحسب وكالة أسوشيتد برس، فقد اعتبر القرويون المشتبه به بطلًا في تنفيذ هجوم باريس. دافع والد المشتبه به عن أفعال ابنه، لكن الشرطة الباكستانية حذرته لاحقًا للتحدث علنًا.
في فرنسا، انتقل المشتبه به إلى بانتين، وهي منطقة للطبقة العاملة بها مهاجرون من شمال أفريقيا جنوب الصحراء الأفريقية وباكستان. لقد شارك في شقة مع العديد من الباكستانيين الآخرين فوق بار للشيشة.